# توماس كينيدي (سياسي أمريكي، مواليد 1887)
توماس كينيدي (بالإنجليزية: Thomas Kennedy)‏ هو نقابي وسياسي أمريكي، ولد في 2 نوفمبر 1887 في لانسفورد في الولايات المتحدة، وتوفي في 10 يناير 1963 في هازلتون في الولايات المتحدة. نشط حزبياً في الحزب الديمقراطي. وقد انتخب نائب حاكم ولاية بنسلفانيا ‏.

## وصلات خارجية
- توماس كينيدي على موقع مونزينجر (الألمانية)
- توماس كينيدي على موقع إن إن دي بي (الإنجليزية)